# Актинометрија
Актинометрија је грана метеорологије која се бави изучавањем Сунчевог, Земљиног и другог зрачења у атмосфери. Може се сматрати у ужем смислу и скупом метода мјерења зрачења у метеорологији. Главни задаци актинометрије су мјерење и изучавање разних врста зрачења (директно, дисперзирано, рефлектирано), проучавање дуготаласног зрачења Земље и њене атмосфере, и биланс зрачења и географски распоред.
У инструменте а. спадају:
- актинометар и пирхелиометар - за мјерење директног Сунчевог зрачења
- пиранометар и пиранограф - мјерење дисперзионог зрачења
- пиргеометар - мјерење ефективног зрачења Земље
- албедометар - мјерење рефлектираног зрачења
- болометар - мјерење опште енергије зрачења
- фотометар - одређивање карактеристика свјетлости
- спектроболограф - мјерење интензитета Сунчевог зрачења
- билансомјер - мјерење биланса зрачења